# 生年別日本の漫画家一覧 1970年代
生年別日本の漫画家一覧 1970年代（せいねんべつにほんのまんがかいちらん 1970ねんだい）は、1970年代に誕生し、日本で活動する漫画家の生年別一覧である。

## 1970年生
- 朝基まさし
- 岩泉舞
- 上田倫子
- 遠藤浩輝
- 大島司
- 小花美穂
- 海童博行
- 叶恭弘
- 上山道郎
- きらたかし
- 許斐剛
- 沙村広明
- 士貴智志
- 小路啓之（ - 2016年）
- 武富健治
- 田中宏
- 田丸浩史
- 津田雅美
- ツバキアンナ
- つの丸
- 冬野さほ
- 羽生生純
- ひぐちアサ
- 藤田貴美
- 松本次郎
- 丸川トモヒロ（ - 2024年）
- 三原ミツカズ
- 梁慶一
- 六道神士
- 渡瀬悠宇
- 和月伸宏

## 1971年生
- 安倍吉俊
- 新井理恵
- 安斎かなえ
- 安野モヨコ
- 石塚真一
- 岡田芽武
- かずはじめ
- 門井亜矢
- 河下水希
- 草場道輝
- 熊倉裕一
- 黒田硫黄
- 倉田真由美
- 砂
- 高雄右京（ - 2025年）
- 篤見唯子
- とよ田みのる
- 長月みそか
- 弐瓶勉
- 藤栄道彦
- 藤崎竜
- 藤田まぐろ
- 真鍋昌平
- 南勝久
- 森山大輔
- 吉崎観音
- よしながふみ
- 渡辺航

## 1972年生
- 安西信行
- 宇仁田ゆみ
- 大暮維人
- 河原和音
- 柴田ヨクサル
- しんがぎん（ - 2002年）
- たくま朋正
- 武井宏之
- 田中モトユキ
- 東風孝広
- 魚喃キリコ
- 日向武史
- 広江礼威
- 古谷実
- 山田南平
- 私屋カヲル

## 1973年生
- 天野明
- 綾村切人
- 荒川弘
- いでえいじ
- いとうみきお
- 加治佐修
- 片桐澪
- 上山徹郎
- カラスヤサトシ
- 岸虎次郎
- 啄木鳥しんき
- 佐藤秀峰
- 志村貴子
- 新條まゆ
- 鈴ノ木ユウ
- 迫稔雄
- 高屋奈月
- 玉置勉強
- 平野耕太
- 藤凪かおる
- 別天荒人
- Boichi
- 松下容子
- みずしな孝之
- 柳沼行
- 山田恵庸
- 吉本浩二

## 1974年生
- 天野こずえ
- 石岡ショウエイ
- 石川雅之
- うすた京介
- 漆原友紀
- 小栗かずまた
- 小田扉
- 華倫変（ - 2003年）
- 木尾士目
- 岸本聖史
- 岸本斉史
- 熊倉隆敏
- コウノコウジ
- 小坂俊史
- ジョージ朝倉
- 篠原健太
- 竹下けんじろう
- 田辺真由美
- 田中ユキ
- 寺嶋裕二
- 西島大介
- 日本橋ヨヲコ
- 花沢健吾
- 藤木俊
- 松本光司
- 松本ぷりっつ
- 村上ゆみ子
- むんこ
- 雷句誠

## 1975年生
- 魚乃目三太
- 内水融
- 江尻立真
- 大井昌和
- 長田悠幸
- 尾田栄一郎
- 小田扉
- カネシゲタカシ
- 上条明峰
- 川畑聡一郎（ - 2005年）
- 久保ミツロウ
- 香林ゆうき
- 椎名軽穂
- 島袋光年
- 鈴木信也
- 瀬尾公治
- 宗我部としのり
- ナカG
- 夏目義徳
- 畑健二郎
- 葉鳥ビスコ
- 原泰久
- 東村アキコ
- 氷川へきる
- 松山せいじ
- 峰倉かずや
- 柳内大樹
- 夜麻みゆき
- 若杉公徳

## 1976年生
- 池田晃久
- 稲垣理一郎
- 岩岡ヒサエ
- 大須賀めぐみ
- 小野寺祐子
- 川嶋亜理（ - 2011年）
- 桐木憲一
- 佐藤タカヒロ（ - 2018年）
- 佐藤まさき
- 重野なおき
- 西義之
- 平本アキラ
- 福満しげゆき
- Poko
- 増田こうすけ
- 水野輝昭
- 緑川ゆき
- モリタイシ
- 山﨑あつし（ - 2006年）
- 山本隆一郎
- 幸村誠
- 雪本愁二
- 吉田基已

## 1977年生
- 相田裕
- 暁月あきら
- あらゐけいいち
- 池本幹雄
- 石黒正数
- 伊藤悠
- 岩代俊明
- オノ・ナツメ
- 風間やんわり（ - 2013年）
- 加地君也
- 河野慶
- 久世番子
- 久保帯人
- こげどんぼ*
- ゴツボ×リュウジ
- 小林尽
- 佐藤両々
- 澤井啓夫
- 施川ユウキ
- 鈴木央
- 大亜門
- 橘賢一
- 茶畑るり
- ツジトモ
- はっとりみつる
- 真島ヒロ
- 林田球
- むっく
- 横山裕二
- 吉もと誠

## 1978年生
- 東直輝
- 大岩ケンヂ
- 小野洋一郎
- 柿崎正澄
- 小林ゆき（ - 2020年）
- 小山宙哉
- 曽山一寿
- 種村有菜
- 綱島志朗
- 福田宏
- 前川涼
- 松井勝法（旧名:キユ）
- 三輪士郎
- 村田雄介
- 森薫
- 森繁拓真

## 1979年生
- 青山景（ - 2011年）
- 上田優作（ルノアール兄弟）
- 大久保篤
- 大島永遠
- 押切蓮介
- 尾玉なみえ
- 稜之大介
- 金田一蓮十郎
- 草凪みずほ
- ゴツボ☆マサル
- 左近洋一郎（ルノアール兄弟）
- 篠塚ひろむ
- 空知英秋
- つくしあきひと
- 津山ちなみ
- 藤堂裕
- 中島諭宇樹
- 中道裕大
- 肥谷圭介
- 福島鉄平
- 松井優征
- 水波風南
- 村瀬克俊
- 森ゆきえ
- 安永知澄